# Ophrys eliasii
Ophrys eliasii là một loài thực vật có hoa trong họ Lan. Loài này được Sennen ex E.G.Camus & A.Camus mô tả khoa học đầu tiên năm 1928.